# Marija, žena Borisa I.
Marija (bugarski: Мария) bila je supruga vladara Bugara kao žena kneza Borisa I. Bugarskog. Njezini su roditelji nepoznati. Spomenuta je u povelji iz 850./96., zajedno s članovima svoje obitelji.
Ovo su djeca Borisa i Marije:
- Vladimir Bugarski
- Gavril (Gabrijel)
- Simeon I. Bugarski[2]
- Jakov
- Ana